# The Game Factory
The Game Factory était un éditeur de jeux vidéo danois fondé en 2004 et dissolu en 2008. Il était basé à Aarhus.

## Ludographie

### Babar
- Babar
- Babar à la rescousse

### Bratz
- Bratz Ponyz
- Bratz Ponyz 2

### Code Lyoko
- Code Lyoko
- Code Lyoko : Plongez vers l'infini
- Code Lyoko : X.A.N.A. Destruction finale

### Garfield
- Garfield
- Garfield : À la recherche de Pooky
- Garfield et ses neuf vies

### Miss Spider
- Miss Spider: Harvest Time Hop and Fly
- Miss Spider: Scavenger Hunt

### Oui-Oui
- Oui-Oui : Une journée au Pays des Jouets
- Oui-Oui et le Livre magique

### Postman Pat
- Postman Pat
- Postman Pat and the Greendale Rocket

### Strawberry Shortcake
- Strawberry Shortcake And Her Berry Best Friends
- Strawberry Shortcake: The Sweet Dreams Game
- Strawberry Shortcake: Strawberryland Games
- Strawberry Shortcake: The Four Seasons Cake
- Strawberry Shortcake: Summertime Adventure
- Strawberry Shortcake: Ice Cream Island Riding Camp

### Autres jeux
- Alien Bazar : Mission Crétinus
- Biker Mice From Mars
- Les Bisounours : Mission câlins
- Cartoon Network Racing
- Le Cauchemar de Garfield
- Di-Gata Defenders
- Franklin : Un Anniversaire Surprise
- Klask
- Les Grandes Aventures de Franklin
- Koala Brothers: Outback Adventures
- Legend of the Dragon
- Rubik's Puzzle World
- La Vallée du Petit Dinosaure : Aventures vers l'inconnu
- Série Game Boy Advance Video
- Zenses: Ocean
- Zenses: Rain Forest